# System rezerw cząstkowych
System rezerw cząstkowych – system monetarny, w którym występują dwa rodzaje pieniądza: pierwszy rodzaj to pieniądz emitowany przez bank centralny (pieniądz bazowy, wielkiej mocy), drugi rodzaj to kreowany przez banki komercyjne w postaci kredytu, którego podstawą są depozyty (na żądanie) złożone przez ludzi zdecydowanych oszczędzać część ich bieżących dochodów.
Banki komercyjne, przyjmując depozyty od klientów, nie przechowują ich w pełni (w stu procentach) w swoich zasobach – część tych depozytów traktują jako rezerwy gotówki, a część przeznaczają na udzielanie kredytów (patrz kreacja pieniądza, mnożnik kreacji pieniądza). Dlatego mówimy o rezerwie cząstkowej (mniejszej niż sto procent).
Bankowość oparta na rezerwie cząstkowej jest obecnie normą w bankowości we wszystkich krajach na całym świecie.

## Parametry systemu rezerw cząstkowych
Podstawowymi parametrami omawianego systemu są stopy rezerwy obowiązkowej oraz stopy procentowe banku centralnego. Parametry te są ustalane arbitralnie przez grono osób do tego powołanych (w Polsce jest to Rada Polityki Pieniężnej).

## Zasada działania systemu rezerw cząstkowych
Na początku rozwoju systemu bankowego (w późnym średniowieczu) sposób prowadzenia działalności bankowej różnił się zasadniczo od bankowości współczesnej. Działalność dawnych banków opierała się na dwóch zasadach. Po pierwsze, bank przyjmował depozyty na żądanie. Klient przynosił do banku złote monety, a bank deponował je w skarbcu i zapewniał klienta, że w każdej chwili będzie mógł zdeponowane środki podjąć. Bank działał zatem jak magazyn pobierający za taki bezpieczny depozyt odpowiednią opłatę. Banki przyjmowały również depozyty terminowe. Klient przynosił do banku swoje oszczędności, zostawiał je na przykład na okres roku, a bank zapewniał go, że za rok będzie mógł odebrać zdeponowane środki powiększone o wcześniej ustalony procent. Na czas trwania takiego depozytu deponent zrzekał się praw do środków złożonych w banku. Pieniądze uzyskane z depozytów terminowych oraz zysk wypracowany z depozytów na żądanie bank przeznaczał na kredyty. Za pożyczanie innym własnych środków bank pobierał odpowiednią opłatę (oprocentowanie). Różnica między oprocentowaniem kredytu i depozytu terminowego stawała się zyskiem (prowizją) banku za prowadzenie działalności pośredniczącej w zamianie oszczędności (depozyty terminowe) na inwestycje (kredyty). System taki nazywano systemem rezerwy pełnej, bowiem pieniądze zgromadzone na depozytach na żądanie w 100% znajdowały się w skarbcu banku, a bank był w stanie w każdej chwili uregulować wszystkie swoje zobowiązania. Aby być rentownym musiał spełnić takie same warunki jak każde inne przedsiębiorstwo. Co ważne, w systemie takim nie zachodzi proces kreacji pieniądza bankowego (bezgotówkowego), czyli działalność kredytowa nie powoduje inflacji.
Jednakże bardzo szybko ci „pierwotni” bankierzy doszli do wniosku, że jest bardzo mało prawdopodobne, by wszyscy deponenci oddający pieniądze do banku na żądanie przyszli w krótkim czasie i zażądali wydania im zdeponowanych pieniędzy. Doszli oni do wniosku, że przynajmniej część z tych pieniędzy może służyć im do udzielania kredytów. Od tego momentu możemy mówić o istnieniu systemu opartego na rezerwie cząstkowej. Wraz z istnieniem banków o rezerwie cząstkowej pojawiło się zagrożenie paniki bankowej (runu na bank).
Obecnie wszystkie banki komercyjne udzielają kredytów opartych na depozytach na żądanie i współtworzą system oparty na rezerwie cząstkowej.
W Stanach Zjednoczonych jeszcze na początku XIX wieku rezerwy gotówkowe w banku sięgały 60–70%, jednakże już na przełomie XIX i XX wieku rezerwy te spadły do ok. 20%, a przez niemalże cały XX wiek były poniżej 10%. Banki z jednej strony uległy pokusie zarabiania „łatwego” pieniądza, a z drugiej było to na nich „wymuszane”, bo gdy utrzymywały wysokie rezerwy gotówkowe, to przegrywały w konkurencji z bankami o niskich rezerwach. Konsekwencją były krótkotrwałe zyski, ale także coraz częstsze bankructwa (w długim okresie) ze względu na występujące runy na banki (paniki bankowe). Coraz większa liczba bankructw sprzyjała powstaniu banku centralnego (co w przypadku Stanów Zjednoczonych dokonało się w grudniu 1913 roku), który miał być gwarantem stabilności systemu bankowego poprzez zapewnienie płynności (bank centralny pełni rolę pożyczkodawcy ostatniej instancji). Wiek XX to „złoty okres” bankowości opartej na rezerwach cząstkowych.
Banki komercyjne zazwyczaj odprowadzają rezerwy obowiązkowe od zgromadzonych środków do banku centralnego. Operacja ta zmniejsza ich płynność, ale równocześnie zwiększa bezpieczeństwo środków zdeponowanych w bankach. Jeśli bank ma klientów na kredyty, ale ma za mało środków, by je udzielić, to brakujące środki może np. pożyczyć w innych bankach lub wyemitować obligacje. Poprzez zmianę stóp rezerwy obowiązkowej i stóp procentowych bank centralny ma wpływ na rynkowe stopy procentowe. Rynkowe stopy procentowe wpływają pośrednio na poziom zadłużenia w bankach poprzez zmiany kosztu kredytu.

## Wpływ systemu rezerw obowiązkowych na proces kreacji pieniądza
Banki komercyjne oferując rachunki rozliczeniowe mają zdolność emisji pieniądza bezgotówkowego – w literaturze przedmiotu określanej jako proces kreacji pieniądza bezgotówkowego. Pieniądz bezgotówkowy występuje w gospodarce w postaci zapisów na kontach bankowych. Emitują go banki komercyjne, głównie w formie udzielania kredytów bankowych swoim klientom – bez naruszania monopolu emisyjnego banku centralnego. Pieniądz ten jest traktowany, w teorii i w praktyce, tak jak gotówka.